# Leptomyrmex puberulus
Leptomyrmex puberulus är en myrart som beskrevs av Wheeler 1934. Leptomyrmex puberulus ingår i släktet Leptomyrmex och familjen myror. Inga underarter finns listade i Catalogue of Life.

## Bildgalleri

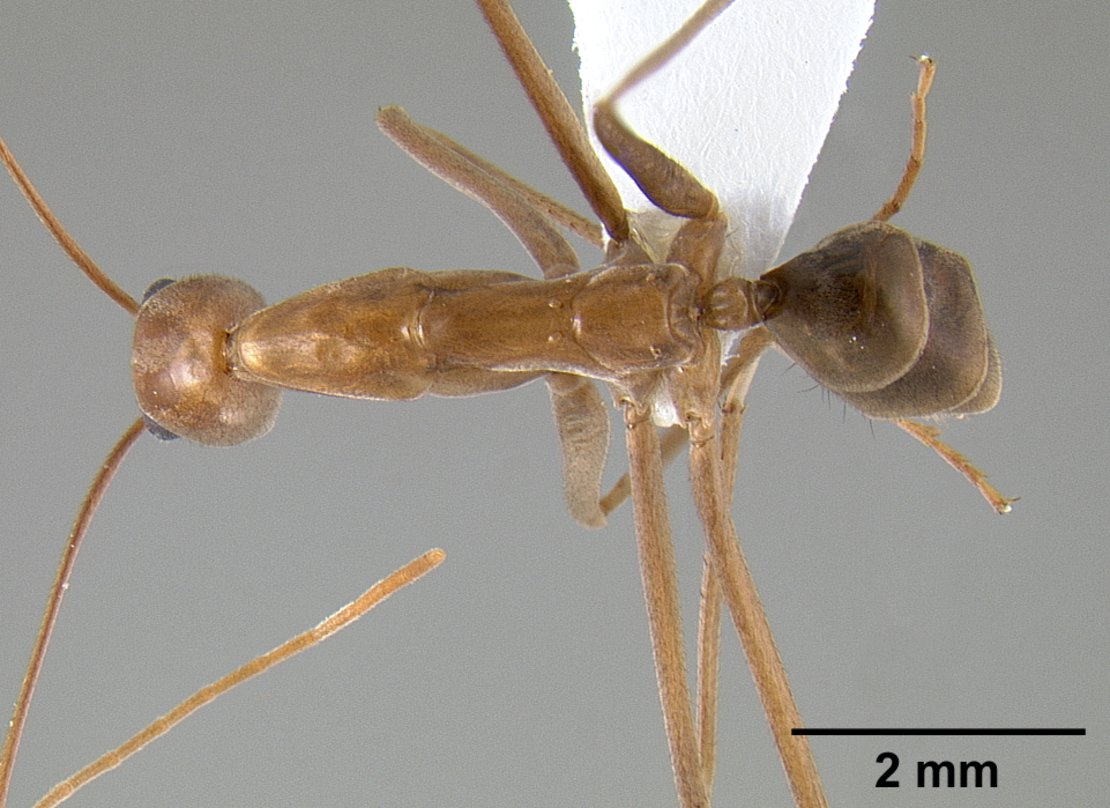
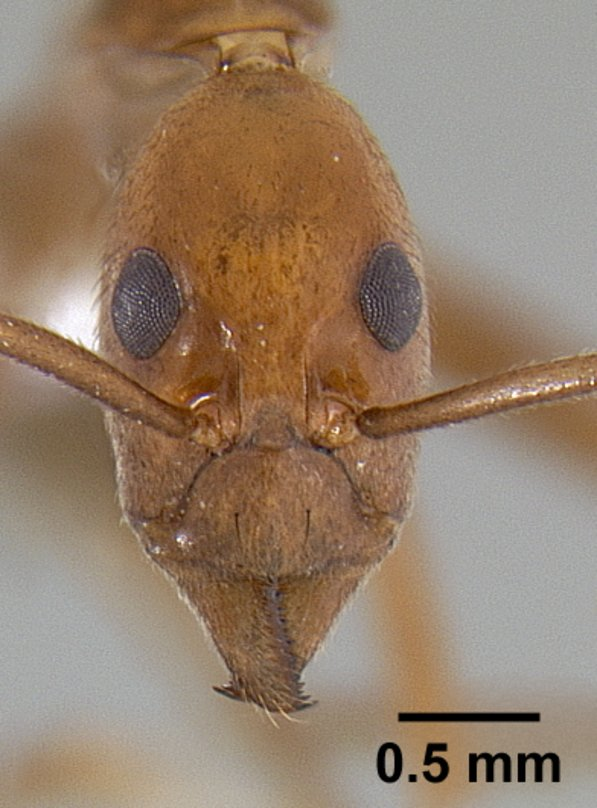
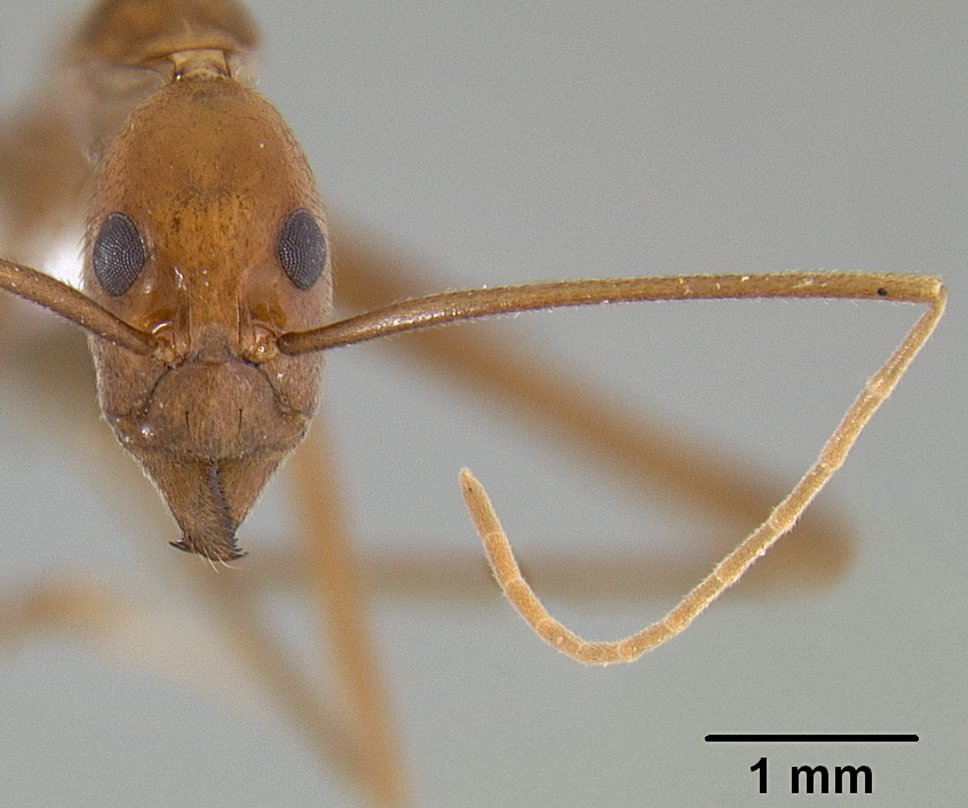
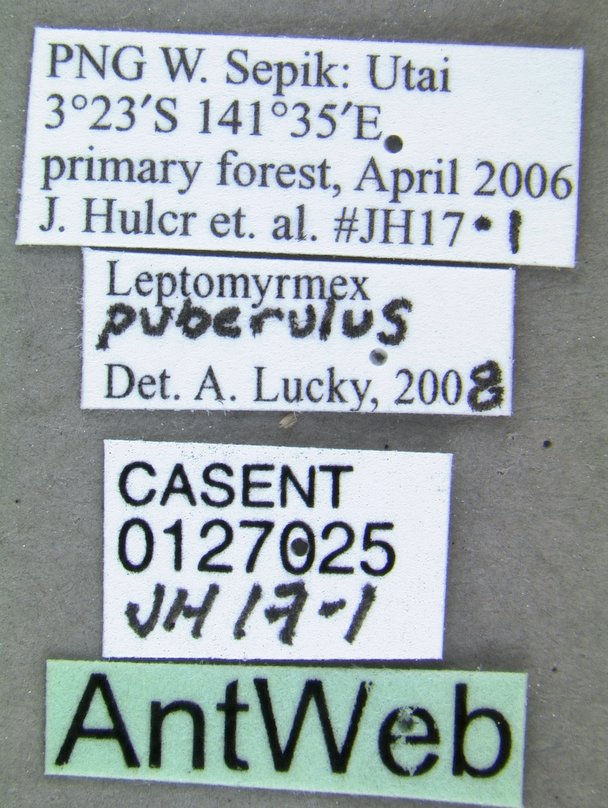
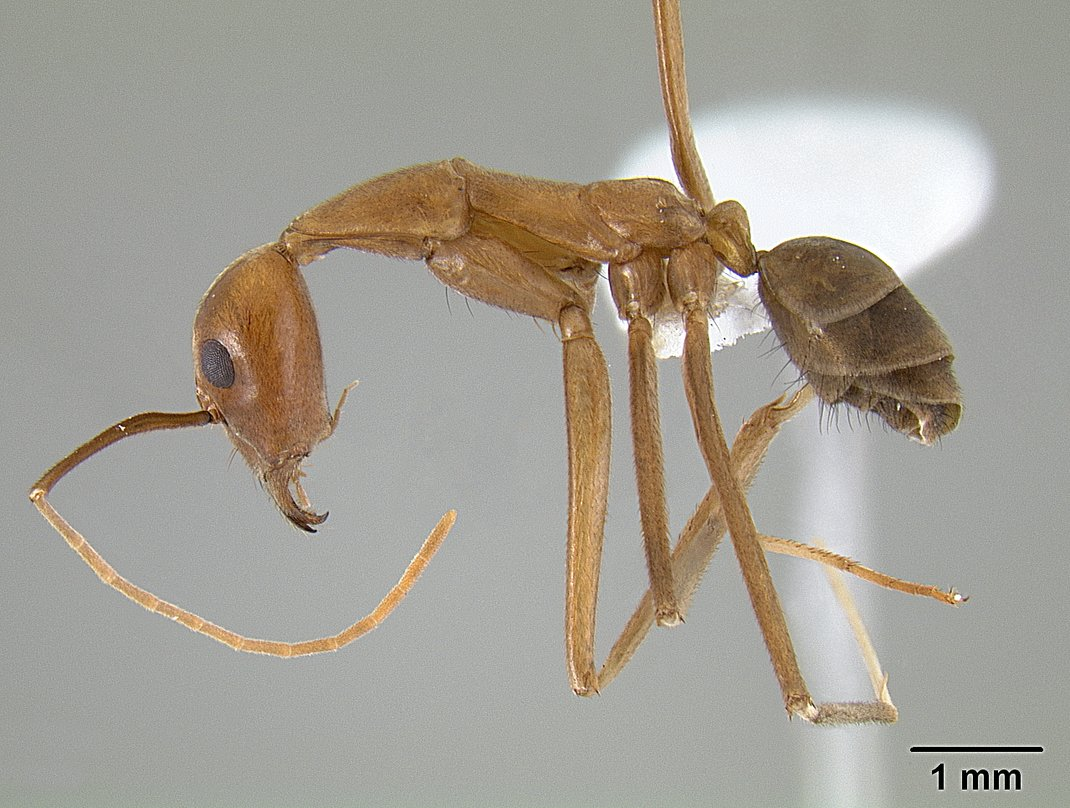